# SN 2005gr
SN 2005gr – supernowa typu Ia odkryta 22 września 2005 roku w galaktyce A033637+0104. W momencie odkrycia miała maksymalną jasność 21,30m.